# 오자와 쇼이치

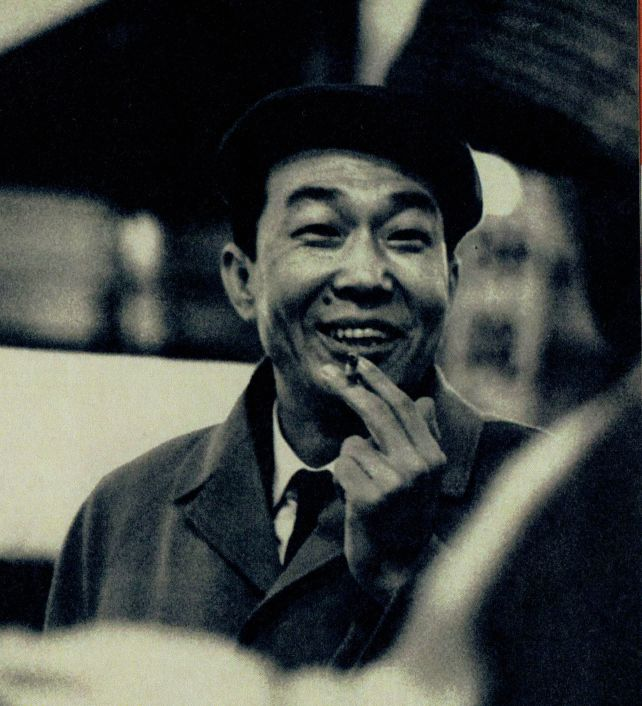

오자와 쇼이치(小澤 昭一, 1929년 4월 6일 ~ 2012년 12월 10일)는 일본의 배우, 텔레비전 배우이다.
도쿄에서 태어났으며 도쿄에서 사망하였다.

## 영화
- 어머니 (2001년)
- 올빼미의 성 (1999년)
- 검은 비 (1989년)
- 나라야마 부시코 (1982년)
- 에에쟈나이카 (1981년)
- 복서 (1977년)
- 이치조 사유리의 젖은 욕망 (1972년)
- 무뢰한 (1970년)
- 치인의 사랑 (1967년)
- 날 수 없는 침묵 (1966년)
- 인류학 입문 (1966년)
- 작부 이야기 (1965년)
- 에치고 츠츠이시 오야시라즈 (1964년)
- 비행소녀 (1963년)
- 일본 곤충기 (1963년)
- 키게키 (1962년)
- 큐폴라가 있는 마을 (1962년)
- 그 녀석과 나 (1961년)
- 돼지와 군함 (1961년)
- 그 호송차를 노려라 (1960년)
- 밀항O라인 (1960년)
- 푸른 유방 (1958년)
- 도둑맞은 욕정 (1958년)
- 막말태양전 (1957년)
- 우유 배달부 프랑키 (1956년)
- 스자키 파라다이스 적신호 (1956년)